# Rainier Motor Car Company
La Rainier Motor Car Company è stata una casa automobilistica statunitense attiva dal 1905 al 1911 a New York. Era specializzata nella realizzazione di modelli lussuosi e di grandi dimensioni.

## Storia

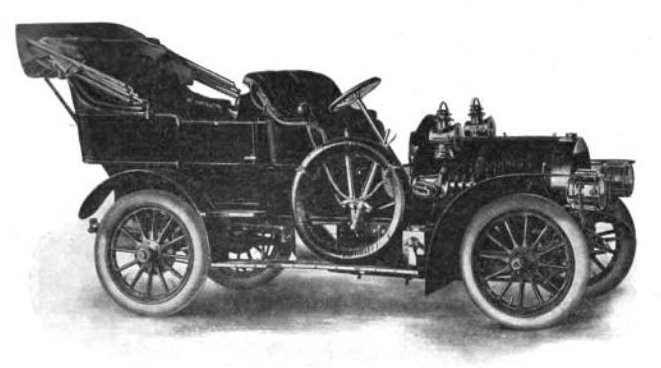
Una Rainier del 1906

I modelli Rainier erano vetture di grandi dimensioni, dalla linea convenzionale, solidamente costruite e dalle finiture lussuose. Conquistarono molte cronoscalate. La Rainier fu tra le prime case automobilistiche ad offrire un anno di garanzia per le proprie vetture.
All'inizio la Rainier non realizzava vetture complete. Nei primi anni il telaio proveniva dalla Garford Motor Truck Company di Elyria, nell'Ohio, che era specializzata nella produzione di componenti automobilistici. Il completamento della vettura era poi eseguito negli stabilimenti Rainier di New York. In particolare, la Garford realizzava telai per varie aziende automobilistiche, principalmente per la Studebaker. Nel 1907 le forniture della Garford iniziarono a diventare sempre meno sicure per via del legame sempre più stretto tra l'azienda di Elyria e la Studebaker. La Rainier decise quindi di iniziare a produrre vetture complete. Per tale scopo, fu impiantato un nuovo stabilimento a Saginaw, nel Michigan. La fabbrica fu operativa nel 1908.
Nel 1907 iniziò una spirale recessiva che mise in forte difficoltà la Rainier, soprattutto sulla scorta della decisione di aprire un nuovo stabilimento per realizzarvi vetture complete. Dopo aver raggiunto una produzione annua di 300 veicoli, la Rainier entrò in bancarotta perché non aveva più fondi per pagare le forniture. Nel 1909 la Rainier fu acquistata dal proprietario della General Motors, William C. Durant.
La General Motors riorganizzò la compagnia. All'interno della nuova società, la Rainier iniziò a produrre autovetture e parti di veicoli per i marchi di auto di lusso da poco acquistati dalla General Motors, la Welch e la Welch-Detroit. La General Motors, sempre con l'obiettivo di produrre auto lussuose, fondò poi la Marquette. Nel 1910 Durant lasciò il gruppo a causa delle difficoltà finanziarie occorse alla General Motors: le troppe acquisizioni misero infatti in seria difficoltà le finanze della compagnia. Il nuovo management decise di sopprimere alcuni marchi del gruppo. Tra essi, ci fu la Welch ma non la Welch-Detroit, i cui impianti furono trasferiti nello stabilimento di Saginaw. Nel 1911, dopo qualche tentativo di rilancio, fu decisa la soppressione del marchio Rainier.

## Modelli prodotti (1905–1911)
| Anni      | Modello           | Passo (mm) | Carrozzeria             | Prezzo ($) |
| --------- | ----------------- | ---------- | ----------------------- | ---------- |
| 1905-1906 | Model A; 22/28 HP | 2.489      | Turismo, 5 passeggeri   | 3.500      |
| 1906      | Model B; 30/35 HP | 2.642      | Town Car, 7 passeggeri  | 4.000      |
| 1907      | Model C; 30/35 HP | 2.642      | Turismo, 5 passeggeri   | 4.250      |
| 1907      | Model C; 30/35 HP | 2.642      | Landaulet, 7 passeggeri | 4.250      |
| 1908-1909 | Model D; 40/50 HP | 2.642      | Turismo, 5 passeggeri   | 4.500      |
| 1908-1909 | Model D; 40/50 HP | 2.642      | Berlina, 7 passeggeri   | 5.500      |
| 1910      | Model F; 50 HP    | 3.023      | Turismo, 7 passeggeri   | 4.500      |
| 1910      | Model F; 50 HP    | 3.023      | Tonneau, 5 passeggeri   | 4.500      |
| 1910      | Model F; 50 HP    | 3.023      | Turismo, 5 passeggeri   | 4.500      |
| 1910      | Model F; 50 HP    | 3.023      | Berlina, 7 passeggeri   | 5.750      |
| 1910      | Model F; 50 HP    | 3.023      | Landaulet, 7 passeggeri | 5.850      |
| 1911      | Model F; 50 HP    | 3.048      | Roadster, 2 passeggeri  | 4.250      |
| 1911      | Model F; 50 HP    | 3.048      | Turismo, 4 passeggeri   | 4.250      |
| 1911      | Model F; 50 HP    | 3.048      | Turismo, 7 passeggeri   | 4.250      |
| 1911      | Model F; 50 HP    | 3.048      | Turismo, 7 passeggeri   | 4.500      |
| 1911      | Model F; 50 HP    | 3.048      | Turismo, 5 passeggeri   | 4.500      |
| 1911      | Model F; 50 HP    | 3.048      | Berlina, 7 passeggeri   | 4.600      |
| 1911      | Model F; 50 HP    | 3.048      | Landaulet, 7 passeggeri | 4.600      |